# Léderer Lajos
Léderer Lajos (Lőcse, 1904. szeptember 15. – London, 1985. december 22.) magyar újságíró. Nagybátyja Gábor Ignác irodalomtörténész, unokahúga Gábor Marianne festőművésznő volt.

## Élete
Léderer Miksa (1869–1932) ügyvéd, városi főügyész és Kohn Berta gyermekeként született. 1922-ben érettségizett, majd a Pázmány Péter Tudományegyetemen folytatott jogi tanulmányokat és szerzett doktorátust 1926-ban. A Pesti Hírlap londoni tudósítójaként kezdte újságírói pályafutását. Később Lord Rothermere magántitkára volt. A második világháború elején internálni akarták, de hamarosan szabadon engedték, barátjának Randolph Churchillnek köszönhetően. 1945-ben titokban a háború sújtotta Közép-Európába utazott, hogy megkeressen egy Lord Rothermere által a budapesti Szépművészeti Múzeum számára kölcsönzött felbecsülhetetlen értékű festményt, melyet a szovjetek lefoglaltak. Az akció sikerrel járt. 1945-től haláláig a The Observer című londoni lap kelet-európai szakértője, tudósítója, a BBC és az ITV munkatársa volt.

## Művei
- Egy év a revíziós küzdelemben (1928) Előszót írtak: Lord Rothermere és Rákosi Jenő.